# حلقه قارچ

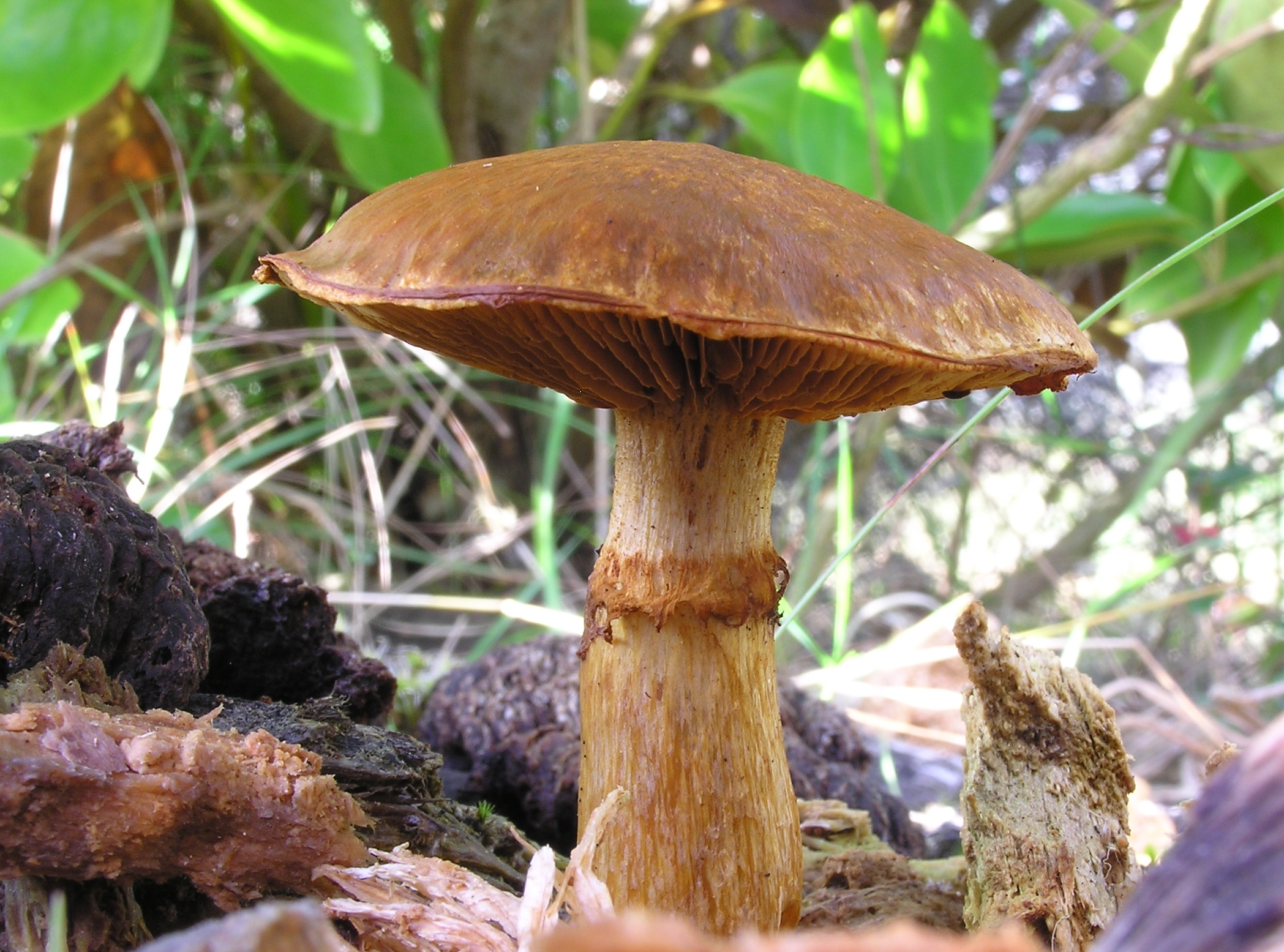
روی ساقه این قارچ Gymnopilus junonius حلقه‌ای دیده می‌شود.

حلقه یا یقه (به انگلیسی: Annulus)، ساختاری حلقه‌مانند یا یقه‌مانند است که گاهی بر روی ساقه برخی از گونه‌های قارچ یافت می‌شود. یقه قارچ نمایانگر بقایای حجاب جزئی است، پس از پاره شدن آن، شیارهای شش‌مانند یا دیگر سطوح تولیدکننده هاگ نمایان می‌شود. همچنین می‌توان آن را حلقه نامید که کلمه لاتین annulus مستقیماً به آن ترجمه می‌شود. استفاده نوین از کلمه لاتین از روزهای اولیه گیاه‌شناسی و قارچ‌شناسی سرچشمه می‌گیرد، زمانی که توصیف گونه‌ها تنها به زبان لاتین نوشته می‌شد. بیرون از محیط رسمی انتشارات علمی که هنوز یک الزام لاتین دارند، اغلب در راهنماهای میدانی و در وبگاه‌های شناسایی تنها به عنوان حلقه یا حلقه ساقه نامیده می‌شود.

## ویژگی حلقه
برخی از ویژگی‌های رایج دربارهٔ نوع حلقه عبارتند از:
- بدون حلقه (Ringless) - ساقه‌ای که حلقه ندارد.
- دوتایی (Double) - یک حلقه با سطح بالایی و پایینی مشخص دارد.
- افراشته (Flaring)- حلقه‌ای است که به سوی بالا و دور از ساقه حرکت می‌کند که گاهی به آن صعودی نیز می‌گویند.
- آویزان (Pendant)- آویز یا دامن مانند حجاب جزئی.
- غلاف‌دار (Peronate)- ساقه‌ای غلاف‌دار که ممکن است شبیه جوراب ساق‌بلندی باشد که تمام طول را می‌پوشاند.
- پرده‌دار (کورتین‌دار، Cortinate)- فیبری و تار عنکبوت‌مانند کورتینا، به ویژه در برخی از گونه‌های سردهٔ Cortinarius قابل توجه است.
- پهنه حلقه (Ring zone)- ناحیه‌ای روی ساقه که تنها آثاری از حلقه باقی می‌ماند که گاهی به دلیل رنگ‌آمیزی هاگ دیده می‌شود.

- ساقه بی‌حلقه در Amanita vaginata
- حلقه دوتایی در Chlorophyllum rhacodes
- حلقه ساقه افراشته
- پرده آویزان در Amanita bisporigera
- ساقه غلاف‌دار در Suillus luteus (برش عرضی)
- کورتینا در یک گونه Cortinarius
- پهنه حلقه لکه‌دار با هاگ‌ها در Cortinarius archeri

### بافت/گوشت
ویژگی بافت / سطح آنها عبارتند از:
- کلفت (Thick)- حلقه‌ای با گوشت ضخیم و اغلب محکم.
- نازک (غشایی، Membranous) - یک حلقه گوشتی نازک و اغلب کوچک.
- ستاره‌ای (Stellate)- یک حجاب به شکل ستاره یا چرخ دنده.
- فلوکز (Floccose)- یک حجاب پشمی یا پوسته‌پوسته است که اغلب شبیه بافت کلاه است.

- حلقه کلفت در Chlorophyllum species
- پرده جزئی نازک در Gymnopilus junonius
- پرده ستاره‌ای در گونه Agaricus
- پرده فلوکز در یک گونه Amanita

### جایگاه حلقه
ویژگی رایج جایگاه‌ها عبارتند از:
- برتر (Superior)- نزدیک بالای ساقه
- بالایی (Apical)- بالای وسط ساقه
- میانی (Median)- در وسط ساقه
- زیرین (Inferior)- زیر وسط ساقه
- پایه (Basal)- نزدیک پایه ساقه

- برتر، حلقه دوتایی در گونه  Macrolepiota
- حلقه میانی در  Lepiota rubrotinctoidesحلقه میانی در  Lepiota rubrotinctoides
- زیرین، حلقه افراشته در گونه Leucocoprinus